# Sant Corneli d'Aramunt
Sant Corneli d'Aramunt és una ermita romànica del poble d'Aramunt, pertanyent al municipi de Conca de Dalt, al Pallars Jussà. Fins al 1969 formava part del terme municipal d'Aramunt.
Està situada dalt del cim de la Muntanya de Sant Corneli. Durant molts anys aquesta capella ha servit de refugi per als qui han passat per aquest lloc. Fins fa poc encara tenia la xemeneia que hi havia instal·lat un pastor per a l'estufa que li permetia d'escalfar-se en aquest ventós i fred indret. Precisament ran de la façana de ponent hi ha les restes d'una gran creu de ciment armat que hi van instal·lar els franquistes l'any 1939, poc després d'acabar els enfrontaments del Front del Pallars. Una ventada abaté aquesta enorme creu.
En aquesta ermita hi havia la tradició de pujar-hi des d'Aramunt el 16 de setembre, per la festa del sant.